# Orde van Verdienste (Nawanagar)
De Orde van Verdienste ("Ranjitshinhji Medal of Merit") is een ridderorde van de indertijd machtige Indiase vorstenstaat Nawanagar. De ridderorde werd in rond 1900 ingesteld door Z.H. de Si Jamji of Jam Saheb Jaswant Singh heerser van Nawanagar. De orde leidde een verborgen bestaan en werd zelden, en dan alleen aan onderdanen van de Si Jamji uitgereikt.
In 1907 werd Digvijasinhji Ranjitinhji Jadeja de Sri Jamji en ook hij verleende zijn orde spaarzaam. In 1919 werden zeven gouden en een zilveren onderscheiding verleend. In 1930 bleef het bij een enkele onderscheiding in deze orde.
In 1935 verleende de vorst een medaille in goud aan de Britse Inspecteur Generaal van Politie die een bende bandieten had opgerold. Het was de ambtenaren van de Raj streng verboden om geschenken en onderscheidingen, vooral ridderorden, van de maharadja aan te nemen. Toen de ambtenaar zijn meesters in Delhi kond deed van zijn onderscheiding zocht de regering een oplossing die de gevoelens van beide partijen zou sparen.
Op voorstel van de Durban, het Hogerhuis van India, werd de orde van de politieman omgedoopt in "The Ranjitinhji Medal of Merit". De vorst werd informeel duidelijk gemaakt dat hij geen Britten mocht onderscheiden en het bleef bij die ene medaille.
Het kleinood van de orde is een ronde medaille van goud, van zilver of "in de Derde Klasse".
De drie medailles werden aan een lint op de linkerborst gedragen. Op de voorzijde staat een portret van de stichter met een randschrift "ORDER OF MERIT NAWANAGAR STATE". Op de keerzijde van de civiele medailles staan vier allegorische figuren met de woorden "LOYALTY, PHILANTHROPY, CHARITY, FIDELITY". De militairen, de vorst bezat een eigen leger, ontvingen medailles met een ander portret en een keerzijde met een leeuw die een vaandel vasthoudt. Daaronder staat de naam van de door de vorst in zijn paleis in Amber aanbeden godin Ashapura.
Het lint is donkergrijs met drie smalle strepen in de kleuren wit, zwart en paars langs de randen.
In 1947 werden de vorsten gedwongen om hun staten deel te laten uitmaken van de republiek India. In de "actie polo" greep het Indiase leger in opdracht van Nehru de macht in de zelfstandige rijken als Haiderapur en Patiala. De vorsten kregen een pensioen en zij bleven enige tijd een ceremoniële rol spelen. Hun ridderorden mochten niet worden gedragen in India maar voor zover het om gebruik binnen de familie en het hof ging werd het dragen van de orden van een maharadja door de vingers gezien.